# Kamboi Eagles FC
Kamboi Eagles Football Club w skrócie Kamboi Eagles FC – sierraleoński klub piłkarski grający w sierraleońskiej pierwszej lidze, mający siedzibę w mieście Kenema.

## Sukcesy
- Puchar Sierra Leone[1]:
  - zwycięstwo (3): 1981, 1985, 2014

## Występy w afrykańskich pucharach
| Sezon | Rozgrywki                 | Runda   | Kraj                     | Klub                   | Dom | Wyjazd | Dwumecz                                                                     |
| ----- | ------------------------- | ------- | ------------------------ | ---------------------- | --- | ------ | --------------------------------------------------------------------------- |
| 1982  | Puchar Zdobywców Pucharów | 1       | Wybrzeże Kości Słoniowej | Africa Sports National | 0–4 | 0–6    | 0–10                                                                        |
| 1986  | Puchar Zdobywców Pucharów | wstępna | Mauretania               | ASC Police             | –   | –      | walkower dla Kamboi Eagles                                                  |
| 1986  | Puchar Zdobywców Pucharów | 1       | Algieria                 | MP Oran                | –   | –      | walkower dla Kamboi Eagles, jednak został wykluczony z udziału w II rundzie |
| 1993  | Puchar CAF                | 1       | Wybrzeże Kości Słoniowej | Stella Club d’Adjamé   | –   | –      | walkower dla Stelli Club                                                    |
| 2015  | Puchar Konfederacji       | wstępna | Algieria                 | ASO Chlef              | 1–0 | 0–2    | 1–2                                                                         |

## Stadion
Domowe mecze klub rozgrywa na stadionie o nazwie Kenema Town Field w Kenemie, który może pomieścić 3 000 widzów.

## Reprezentanci kraju grający w klubie od 1993 roku
Stan na styczeń 2023.
| - Morie Alie - Vannie Bockarie - Junior Lahar Coker - Ibrahim Fofanah - Mohamed Yayah Janneh - Abass Kamara | - Sulaiman Kamara - Badara Kella - Francis Koroma - Paul Kpaka - Alpha Lansana - Ibrahim Turay |